# Tupolev Tu-22M
Tupolev Tu-22M, förkortat Tu-22M (ryska: Туполев Ту-22М, förkortat Ту-22М; Nato-rapporteringsnamn: Backfire), är ett strategiskt överljudsbombflygplan utvecklat av den ryska flygtillverkaren Tupolev i Sovjetunionen under det kalla kriget. Planet är en vidareutveckling av det mindre lyckade bombplanet Tupolev Tu-22.

## Historik
Den första prototypen flög för första gången den 30 augusti 1969 och togs i bruk under det tidiga 1970-talet. Fram till kalla krigets slut i början av 1990-talet producerades totalt 497 plan. Nato fruktade planet då man trodde det hade förmågan att nå USA i händelse av krig. I verkligheten kunde Tu-22M inte göra en tur-och-retur-resa till USA:s fastland utan lufttankning. Planet har under åren genomgått ett flertal uppdateringar och är så sent som 2024 ännu i tjänst i det ryska flygvapnet.

## Idag
Vid kalla krigets slut fanns 370 flygplan i Sovjetunionen. Efter Sovjetunionens upplösning fördelades flygplanen mellan Ukraina och Ryssland. Ukraina, som gav upp sina kärnvapensystem, tog snart planet ur tjänst och det sista skrotades 2004. I Ryssland finns det cirka 150 plan kvar. Ryssland övade 2013 med planet. Under påskhelgen 2013 (den så kallade ryska påsken) och 2015 genomförde Ryssland övningar på internationellt vatten på väg mot svenskt territorium med två Tu-22M-plan. Den 21 maj 2015 skickade svenska flygvapnet upp JAS 39 Gripen för att markera närvaro när två Tu-22M-plan närmade sig svenskt luftrum vid Ölands södra udde.
Ryssland presenterade 2018 en ny modifiering av planet som kom att få beteckningen Tu-22M3. Modifieringen inkluderade nya motorer som gav längre räckvidd och nya vapensystem. Trettio flygplan planerades att modifieras. Det första modifierade planet flögs för första gången i oktober 2019.

## I strid
- Tu-22M deltog i strid i Afghansk-sovjetiska kriget (1987–1989). De attacker som där utfördes av Tu-22M var kraftfulla men hade i det stora hela mycket liten betydelse för krigets utgång.
- Planet deltog även i strid under det första Tjetjenienkriget 1995 där det utförde attacker mot mål nära huvudstaden Groznyj.
- Under kriget i Sydossetien 2008 utförde Ryssland bombningar av Georgien med Tu-22M-plan. Ett plan blev nedskjutet av georgiskt luftvärn.[7]

- Ryssland har använt Tu-22 flitigt för att avfyra kryssningsmissiler under invasionen av Ukraina. Den 19 april 2024 störtade ett Tu-22M3 i den ryska regionen Stavropol, 300 km från den ukrainska gränsen. Ukraina hävdar att de sköt ned planet, medan Ryssland menar att ett tekniskt fel orsakade kraschen. [8]

## Varianter
- Tu-22M0
- Tu-22M1
- Tu-22M2
- Tu-22M3
- Tu-22MR
- Tu-22ME

## Bilder

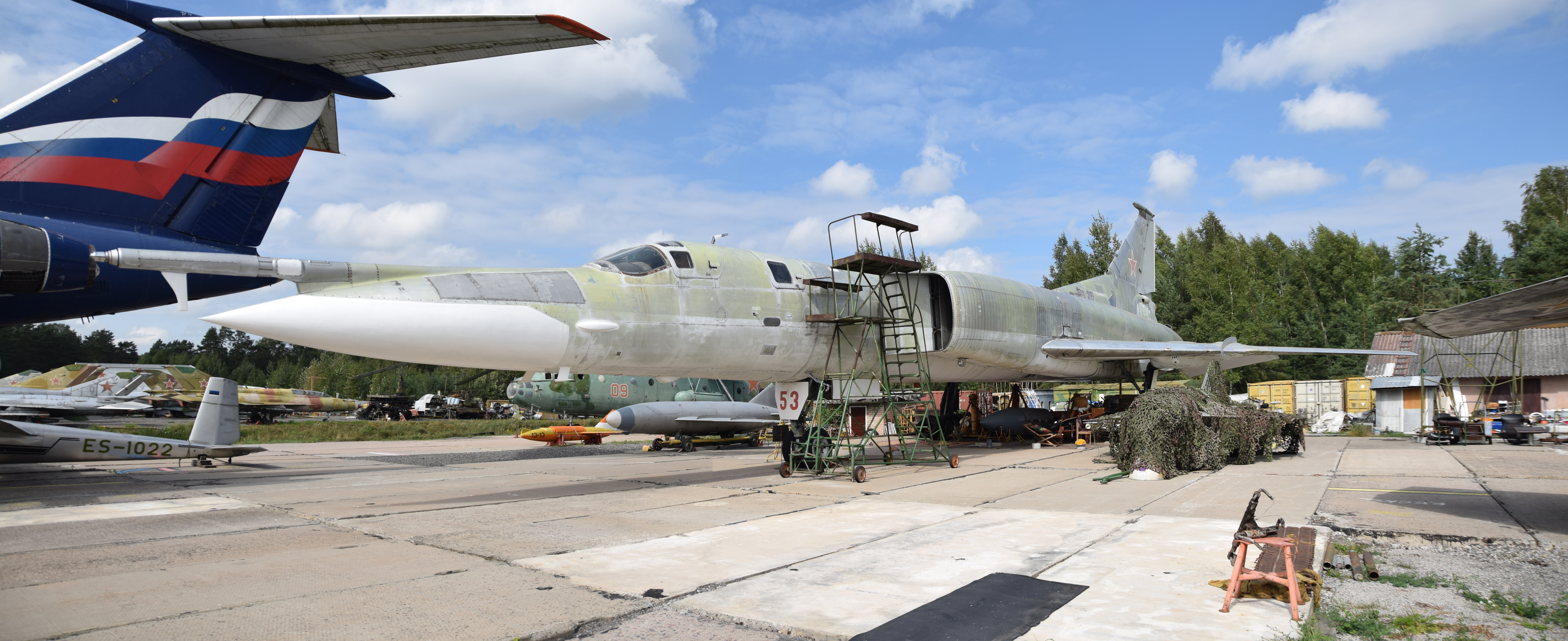
Tu-22M1.
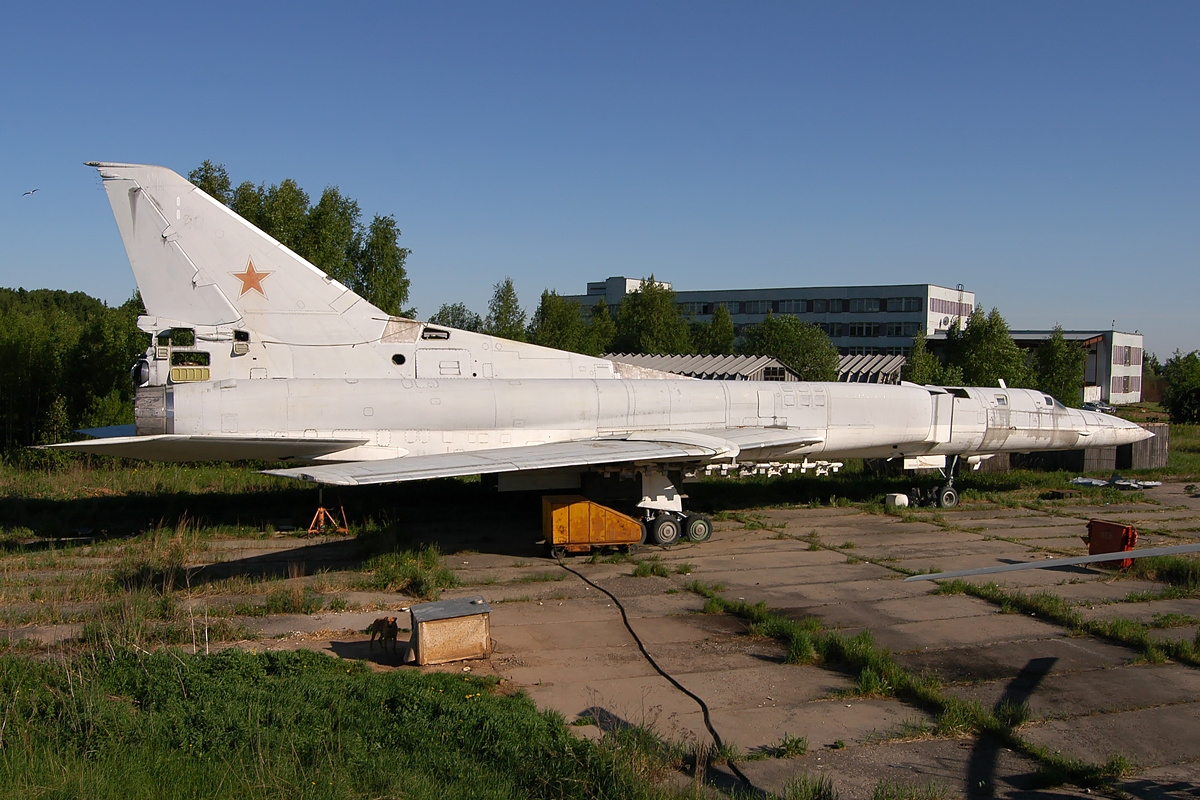
Tu-22M2.
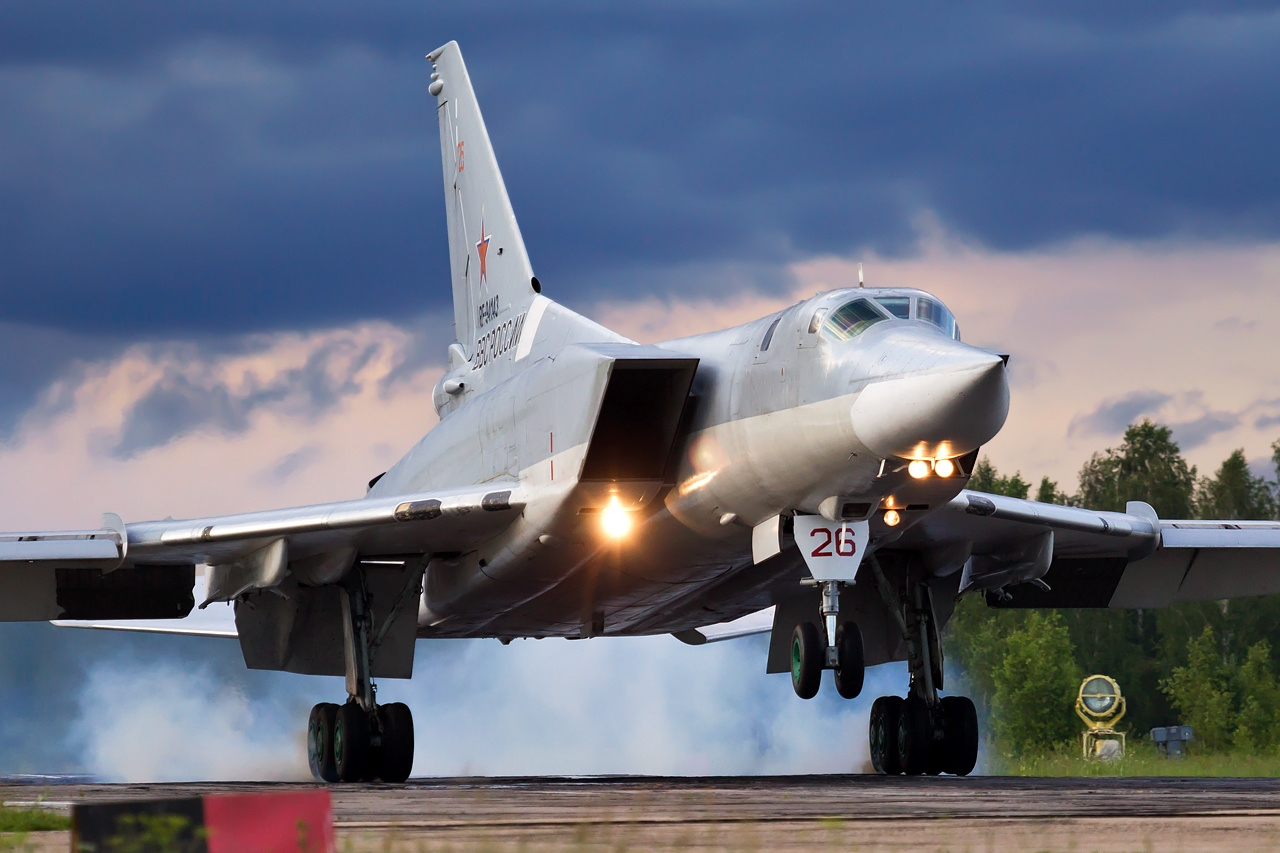
Tu-22M3.
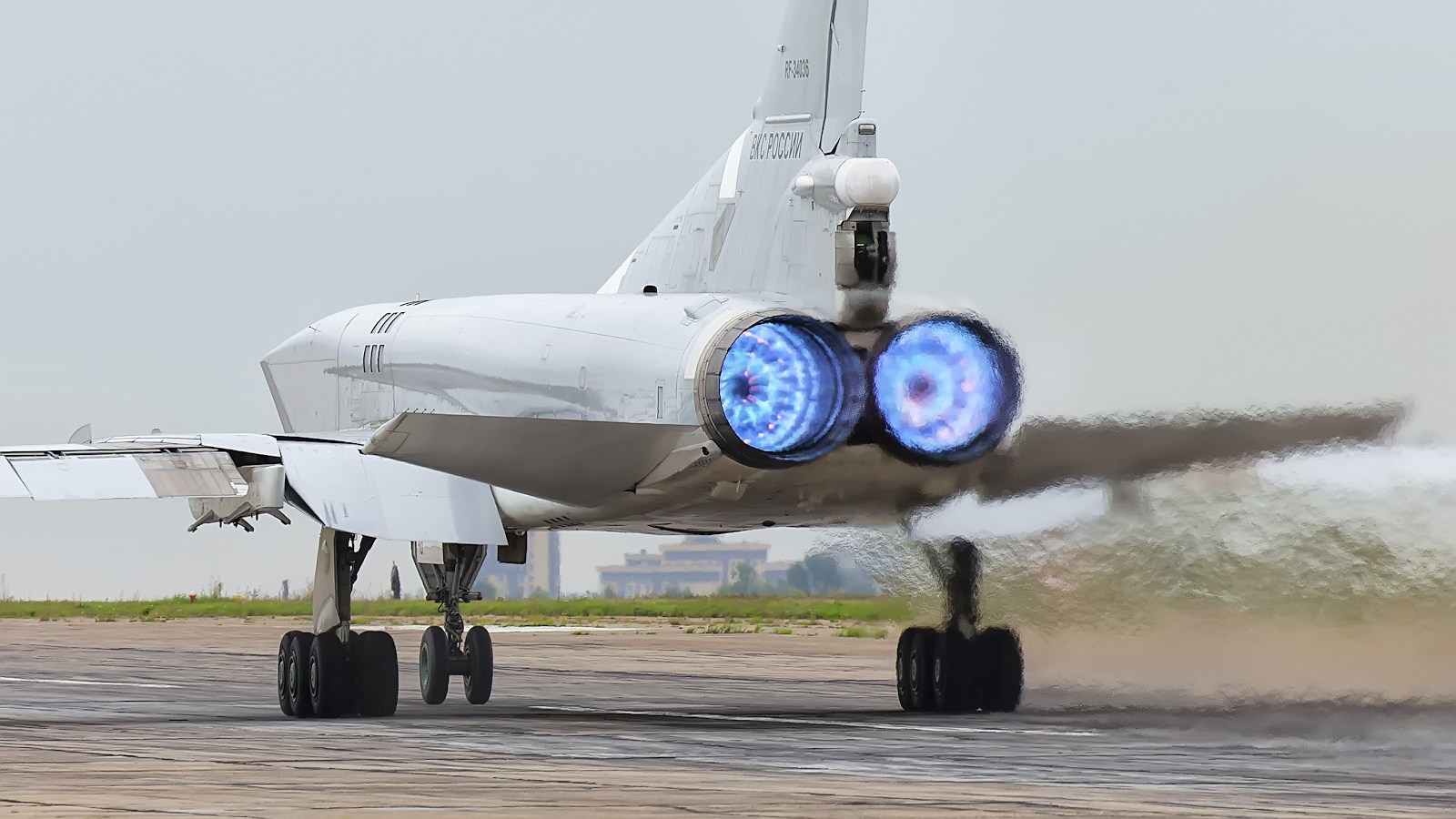
En Tu-22M3 med efterbrännkammare.
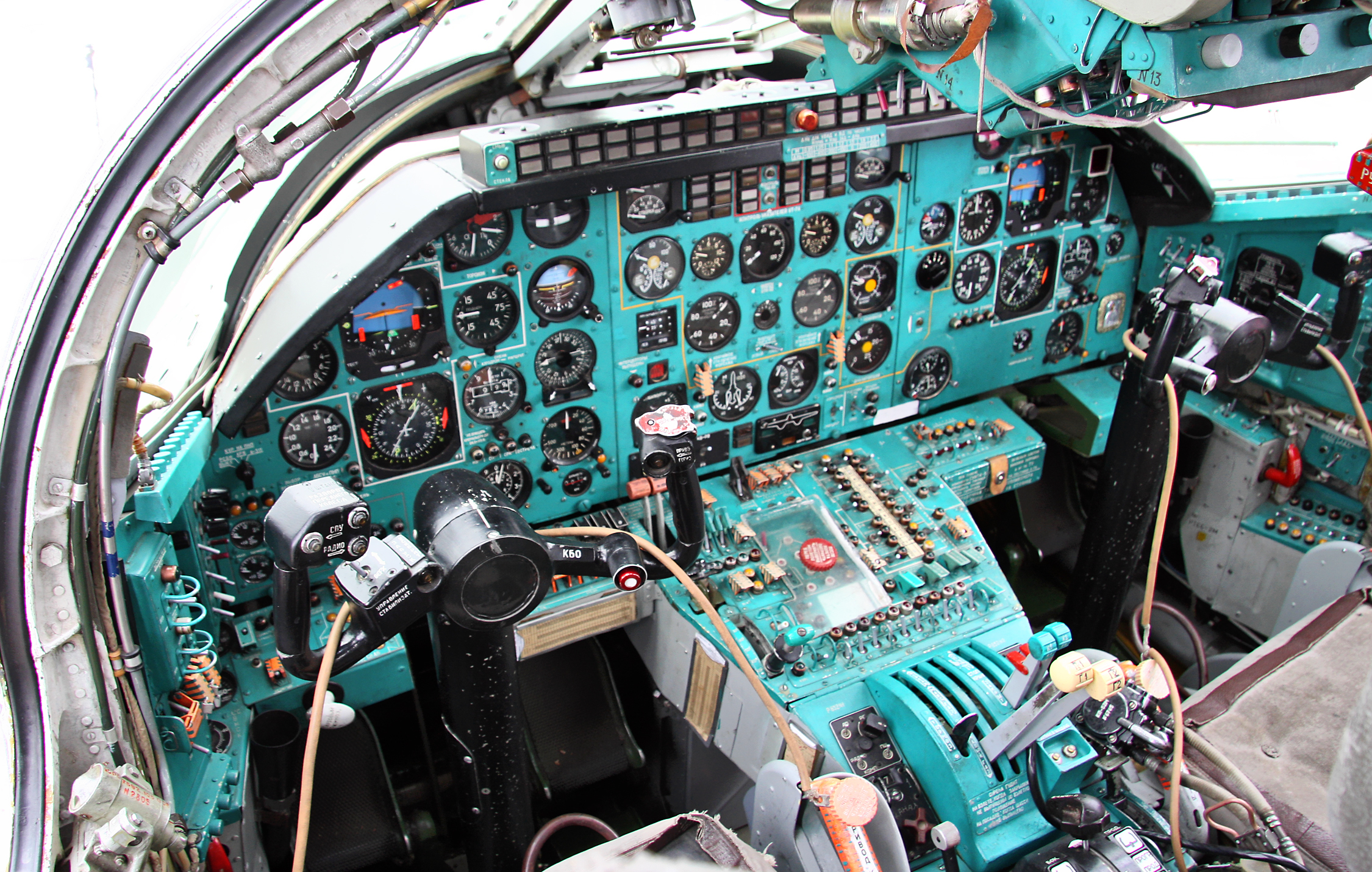
En cockpit av en Tu-22M3.